# Break It/Get Myself Back
《Break It／Get Myself Back》是安室奈美惠以个人单独名义在2010年7月28日发行的第36张单曲。以CD ONLY、CD+DVD兩形式發行。

## 簡介
- 2010年第一張單曲。距離前作《WILD／Dr.》約1年零4個月。
- 本作封面以《Break It》為主題，封底主題則為《Get Myself Back》。
- DVD首次收錄PV的making clip。
- 《Break It》為飲品可口可樂廣告歌曲，PV以「BIPLANE」電單車拍攝。
- 《Get Myself Back》的PV為安室出道18年首次回到故鄉沖繩拍攝，配合歌曲「尋找自己」的主題。
- 初登場第3位，更新了安室本人連續16年擁有Top10單曲紀錄。

## 收录曲
(作曲、作詞、製作人：Nao'ymt)

### CD
1. Break It
2. Get Myself Back
3. Break It（Instrumental）
4. Get Myself Back（Instrumental）

### DVD
1. Break It（Music Video）
2. Get Myself Back（Music Video）

<BONUS CONTENTS>
1. Break It（Making Video）
2. Get Myself Back（Making Video）